# Llista d'edificis de Sitges
Aquesta llista d'edificis de Sitges recull una relació d'edificis arquitectònicament importants de la població garrafenca de Sitges, elaborada a partir de les publicacions indicades a l'apartat de Bibliografia.

## Edificis anteriors al 1850
| Nom                                   | Data                       | Arquitecte                     | Ubicació                  | Notes                                                                  | Foto |
| ------------------------------------- | -------------------------- | ------------------------------ | ------------------------- | ---------------------------------------------------------------------- | ---- |
| Castellet de Garraf                   | 1159?                      |                                |                           |                                                                        |      |
| Palau del Rei Moro                    | segle XIV                  |                                | carrer d'en Bosc          | Funciona com a hotel d'entitats (Agrupació de Balls Populars i altres) |      |
| Torre de Garraf                       | segle xv ? 1871 restaurada |                                |                           |                                                                        |      |
| Ca n'Amell de la Muntanya             | segles XVI-XVII            |                                | camí de Campdàsens        | Masia amb torre de defensa                                             |      |
| Can Planes                            | segles XVI-XVII            |                                | camí de Campdàsens        | Masia amb torre de defensa                                             |      |
| Església parroquial                   | 1672                       |                                | plaça del Baluard s/n     |                                                                        |      |
| Santuari de la Mare de Déu del Vinyet | 1733                       |                                | carretera de Vilanova s/n |                                                                        |      |
| Casa Calsamiglia                      | 1792                       |                                | Sant Gaudenci 12          |                                                                        |      |
| Museu Romàntic Can Llopis             | 1793                       |                                | Sant Gaudenci 1           |                                                                        |      |
| Casa Sagarra (Can Bergnes)            | 1794                       |                                | Sant Bartomeu 18          |                                                                        |      |
| Casa Joan Pintó                       | 1825 reforma 1853-56       | Elies Rogent (reforma)         | Parellades 7              |                                                                        |      |
| Casa Montaner                         | 1843                       |                                | Parellades 20             |                                                                        |      |
| Casa Josep Jacas                      | 1821-1845 reforma          | Francesc Cros (mestre d'obres) | Bonaire 24                |                                                                        |      |

## Edificis posteriors al 1850

### Nucli antic
| Nom                                                                       | Data                        | Arquitecte                                                                      | Ubicació                    | Notes                                                                   | Foto |
| ------------------------------------------------------------------------- | --------------------------- | ------------------------------------------------------------------------------- | --------------------------- | ----------------------------------------------------------------------- | ---- |
| Casa J. Massó i Matalí                                                    | 1850 1883 ampliació         |                                                                                 | Parellades 2                |                                                                         |      |
| Casa Manuel Jacas i Forment                                               | 1852 2008 reforma           |                                                                                 | Port Alegre 2               |                                                                         |      |
| Casa Manuel Vidal i Quadras                                               | 1852                        |                                                                                 | Port Alegre 9               |                                                                         |      |
| Casa Josep Vilanova i Massó                                               | 1852                        |                                                                                 | Parellades 11               |                                                                         |      |
| Casa Agustí Amell i Milà                                                  | 1852                        | Elies Rogent (atrib.)                                                           | Sant Pau 24                 |                                                                         |      |
| Casa J. Llopis i Torralbas                                                | ca 1853                     |                                                                                 | Parellades 13               |                                                                         |      |
| Casa Bonaventura Robert i Galceran                                        | 1853                        |                                                                                 | Bonaire 10                  |                                                                         |      |
| Casa Josep Amell i Milà                                                   | 1853-1854                   | Elies Rogent                                                                    | Sant Bartomeu 1             |                                                                         |      |
| Casa Vidal                                                                | 1854                        | Pau Taxes (atrib.) (mestre d'obres)                                             | Bonaire 25                  |                                                                         |      |
| Casa Mitjans                                                              | 1854                        |                                                                                 | Bonaire 28                  |                                                                         |      |
| Casa Aleix Vidal i Quadras                                                | 1855                        | Francesc i Josep Cros (mestres d'obres)                                         | Davallada 12-14             | Conegut per "edifici Miramar" (centre cultural i dependències oficials) |      |
| Casa Raventós                                                             | 1823 reforma 1855           |                                                                                 | Aigua 20                    |                                                                         |      |
| Ermita de Sant Sebastià                                                   | 1861                        | Francesc Cros (mestre d'obres)                                                  | passeig de Balmins s/n      |                                                                         |      |
| Casa Francesc Julià i Palmeta                                             | 1862                        |                                                                                 | Bonaire 26                  |                                                                         |      |
| Casa Llorenç Cardó i Mirabent                                             | 1862                        |                                                                                 | Jesús 28                    |                                                                         |      |
| Casa Sariol                                                               | 1863 reformada post.        |                                                                                 | Bonaire 30                  |                                                                         |      |
| Casa Bacardí                                                              | 1869                        |                                                                                 | Sant Pere 24                |                                                                         |      |
| Casa Salvador Mestre i Benaprés                                           | 1792 ca1870                 |                                                                                 | Passeig de la Ribera 41     |                                                                         |      |
| Casa Josep Mirabent i Gatell                                              | ca 1878                     | Jaume Suñé i Juncosa (mestre d'obres)                                           | Rafael Llopart 2            |                                                                         |      |
| Casa Lafarga                                                              | ca 1880                     |                                                                                 | Sant Bartomeu 14            |                                                                         |      |
| Estació de Sitges                                                         | 1881 ampliada posteriorment |                                                                                 | plaça Eduard Maristany      |                                                                         |      |
| Casa Jaume Suñé i Juncosa                                                 | 1881                        | Jaume Suñé i Juncosa (Mestre d'obres)                                           | Illa de Cuba 15             |                                                                         |      |
| Casa Daniel Robert                                                        | ca 1882 reform.1913         | Marcel·lià Coquillat i Llofriu reforma                                          | Sant Bartomeu 24            |                                                                         |      |
| Casa Antoni Catasús                                                       | 1882                        |                                                                                 | Sant Isidre 35              |                                                                         |      |
| Cotxeres Vidal i Quadres                                                  | 1883                        | Josep Cros i Juliana (mestre d'obres)                                           | Fonollar 10                 |                                                                         |      |
| Casa Sebastià Sans i Bori                                                 | 1883                        | Jaume Sunyer i Juncosa (mestre d'obres)                                         | Sant Isidre 37              |                                                                         |      |
| Casa Antoni Almirall i Selva                                              | 1883                        | Jaume Sunyer i Juncosa (mestre d'obres)                                         | Aigua 15-17                 |                                                                         |      |
| Casa Francesc Milà i Mestre                                               | 1886                        | Josep Cros i Juliana (mestre d'obres)                                           | Illa de Cuba 6              |                                                                         |      |
| Casa Antoni Ferret i Llopis                                               | 1886                        | Jaume Sunyer i Juncosa (mestre d'obres)                                         | Illa de Cuba 34-36          |                                                                         |      |
| Casa Joan Capellades                                                      | 1886                        | Pere Ros i Tort (mestre d'obres)                                                | Sant Isidre 21              |                                                                         |      |
| Ajuntament de Sitges                                                      | 1887-1889                   | Salvador Vinyals i Sabaté                                                       | plaça de l'Ajuntament       |                                                                         |      |
| Casa Cristòfor Mestre                                                     | 1888                        | Jaume Gustà i Bondia                                                            | Sant Bartomeu 31            |                                                                         |      |
| Casa Francesc Carreras i Robert                                           | 1889                        | Jaume Sunyer i Juncosa (mestre d'obres)                                         | Sant Isidre 19              |                                                                         |      |
| Mercat Vell                                                               | 1889 ampliat 1935           | Gaietà Buïgas i Monravà                                                         | plaça de l'Ajuntament 11-12 | Actualment Centre Cultural                                              |      |
| Casa J. Ferret i de Querol                                                | 1890 refeta 2008            |                                                                                 | Parellades 3                | Al 2008 es va enderrocar i només es conservà la façana                  |      |
| Casa Maria Batlle de Robert                                               | 1890                        | Josep Salvany i Juncosa (mestre d'obres)                                        | Major 2                     |                                                                         |      |
| Casa Josep Busquets                                                       | 1891                        | Salvador Vinyals i Sabaté                                                       | plaça de l'Ajuntament 10    |                                                                         |      |
| Casa Joan Tarrida i Ferratges                                             | 1892                        | Salvador Vinyals i Sabaté                                                       | Major 36                    |                                                                         |      |
| Casa Rafael Padrol i Ventura                                              | 1892                        | Josep Salvany i Juncosa (mestre d'obres)                                        | Bonaire 35                  |                                                                         |      |
| Casa Jaume Hill i Forment (Villa Rosa)                                    | 1892                        | Jaume Junyer i Juncosa (mestre d'obres)                                         | Francesc Gumà 2             |                                                                         |      |
| Casa Antoni Robert i Camps                                                | 1893                        | Salvador Vinyals i Sabaté                                                       | Illa de Cuba 13             | Actualment és l'hotel Renaixença                                        |      |
| Cau Ferrat                                                                | 1893                        | Francesc Rogent                                                                 | Fonollar 8                  |                                                                         |      |
| Celler Llopart                                                            | 1893                        | Jaume Sunyer i Juncosa (mestre d'obres)                                         | Francesc Gumà 21            |                                                                         |      |
| Casa Severiano Virella Cassanyes                                          | 1895                        | Gaietà Buïgas i Monravà                                                         | Jesús 16                    | Actualment és el Park Hotel                                             |      |
| Casa Maria Bues de Catasús                                                | 1896                        | Salvador Vinyals i Sabaté                                                       | Àngel Vidal 22              |                                                                         |      |
| Casa Maria Bues de Catasús                                                | ca 1865 1897 reforma        | Salvador Vinyals i Sabaté (reforma)                                             | Bonaire 7                   |                                                                         |      |
| Casa Pere Catasús                                                         | 1897                        | Jaume Sunyer i Juncosa (mestre d'obres)                                         | Sant Isidre 33?             |                                                                         |      |
| Casa Josep Planes                                                         | 1897                        | Jaume Sunyer i Juncosa (mestre d'obres)                                         | Sant Isidre 31?             |                                                                         |      |
| Casa Ferran                                                               | 1897                        |                                                                                 | Parellades 30               |                                                                         |      |
| Casa Agustina Roig                                                        | 1898                        | Jaume Sunyer i Juncosa (mestre d'obres)                                         | Sant Isidre 12              |                                                                         |      |
| Casa Salvadora Font de Dalmau                                             | 1898                        | Salvador Vinyals i Sabaté                                                       | Major 45                    |                                                                         |      |
| Casa Isabel Ferret Bofill                                                 | 1899                        | Enric Sagnier i Villavecchia                                                    | passeig de la Ribera 29     |                                                                         |      |
| Casa Bonaventura Blay                                                     | 1900                        | Gaietà Buïgas i Monravà                                                         | Illa de Cuba 37             |                                                                         |      |
| Casa Josep Ferrer i Torralbas                                             | 1900                        | Gaietà Buïgas i Monravà                                                         | Santiago Rusiñol 33         |                                                                         |      |
| Casa Joan Catasús                                                         | 1854 reforma 1900           |                                                                                 | Sant Bartomeu 7             |                                                                         |      |
| Patronat d'A.S.C. (Església de les Religioses de la Immaculada Concepció) | 1900                        | Gaietà Buïgas i Monravà                                                         | Parellades 66               |                                                                         |      |
| Casa Josep Carbonell i Mussons                                            | ca 1900                     |                                                                                 | Sant Bartomeu 26            |                                                                         |      |
| Casa Francesc Robert i Yarzàbal                                           | 1901                        | Salvador Vinyals i Sabaté                                                       | passeig de la Ribera 18     |                                                                         |      |
| Casa Bartomeu Misas i Rosés                                               | 1901                        | Salvador Vinyals i Sabaté                                                       | Major 24                    |                                                                         |      |
| Casa Francesc Carreras i Robert                                           | 1901                        | Jaume Sunyer i Juncosa (mestre d'obres)                                         | Illa de Cuba 39-41          |                                                                         |      |
| Casa Antoni Serra i Ferret                                                | 1902-1903                   | Salvador Vinyals i Sabaté                                                       | passeig de la Ribera 17     |                                                                         |      |
| Casa Pere Carreras i Robert                                               | 1906                        | Josep Pujol i Brull                                                             | Francesc Gumà 23            |                                                                         |      |
| Casa Gorgas                                                               | ca 1907                     | Gaietà Miret i Raventós (atrib.)                                                | Major 21                    |                                                                         |      |
| Casa Josep Barnet i Albareda                                              | 1907                        | Gaietà Miret i Raventós (atrib.)                                                | passeig de la Ribera 3      |                                                                         |      |
| Casa Ursicina Sanahuja (Villa Havenmann)                                  | 1907                        | Josep Domènech i Estapà                                                         | Artur Carbonell 11-15       | En l'actualitat acull la Fundació Ave Maria                             |      |
| Casa Antoni Carreras i Robert                                             | 1908                        | Eduard Mercader i Sacanella                                                     | Francesc Gumà 17            |                                                                         |      |
| Casa Manuel Planas                                                        | 1908                        | Gaietà Miret i Raventós (mestre d'obres)                                        | Illa de Cuba 21             |                                                                         |      |
| Casa Simó Llauradó                                                        | 1908 1956 reforma           | Gaietà Miret i Raventós (mestre d'obres) Josep Maria Martino i Arroyo (reforma) | passeig de la Ribera 20     |                                                                         |      |
| Casa Marina Planas                                                        | 1908                        | Gaietà Miret i Raventós (mestre d'obres)                                        | passeig de la Ribera 22     |                                                                         |      |
| Villa Subur                                                               | 1908                        | Juli Batllevell i Arús                                                          | Artur Carbonell 23          |                                                                         |      |
| Casa Gili i Casanovas                                                     | 1909                        | Marcel·lià Coquillat i Llofriu                                                  | passeig de la Ribera 50     |                                                                         |      |
| Casa Manuel Ramon                                                         | ca 1910                     | Francesc Mirabent (mestre d'obres)                                              | Sant Francesc 42            |                                                                         |      |
| Casa Farratges                                                            | ca 1910                     |                                                                                 | Bassa Rodona 3-7            |                                                                         |      |
| Hospital de Sant Joan                                                     | 1910-1912                   | Josep Font i Gumà                                                               | carrer de l'Hospital s/n    |                                                                         |      |
| Villa Remei                                                               | 1911                        | Juli Batllevell i Arús                                                          | Artur Carbonell 25          |                                                                         |      |
| Casa Joan Robert i Brauet                                                 | 1911                        |                                                                                 | Sant Bartomeu 28            |                                                                         |      |
| Casa Jaume Urgell i Vidal                                                 | 1912                        |                                                                                 | passeig de la Ribera 25     |                                                                         |      |
| Casa Àngela Milà i Pascual                                                | 1912                        |                                                                                 | passeig de la Ribera 60     |                                                                         |      |
| Casa J. Ferret Carreras (Teresa Pujató)                                   | 1912-1916                   |                                                                                 | Hort Gran 18                |                                                                         |      |
| Casa Pilar Parellada                                                      | 1914                        | Josep Domènech i Estapà                                                         | passeig de la Ribera 49     |                                                                         |      |
| Casa Miquel Utrillo i Morlius                                             | 1915                        | Miquel Utrillo i Morlius                                                        | plaça de l'Ajuntament 15    | Actualment acull la Biblioteca Popular Santiago Rusiñol                 |      |
| Can Bartomeu Carbonell                                                    | 1915                        | Ignasi Mas i Morell                                                             | Cap de la Vila              |                                                                         |      |
| Casa Llorenç Montserrat                                                   | 1915                        | Josep Graner i Prat (mestre d'obres)                                            | passeig de la Ribera 51     |                                                                         |      |
| Casa Llúcia Catasús i Soler                                               | 1915                        | Josep Graner i Prat (mestre d'obres)                                            | passeig de la Ribera 53-54  |                                                                         |      |
| Casa Llorenç Montserrat                                                   | ca 1915                     |                                                                                 | Sant Pau 43                 |                                                                         |      |
| Casa Joan Arias Vidal                                                     | 1915                        | Lluís Pujolar (enginyer)                                                        | Sant Gaudenci 25-27         |                                                                         |      |
| Cases Joan Duran i Gregori Mirabent                                       | 1916                        | Josep Graner i Prat (mestre d'obres)                                            | Artur Carbonell 6-8         |                                                                         |      |
| Casa Francesc Ferrer                                                      | 1915                        | Enric Sagnier i Villavecchia                                                    | Sant Francesc 24            |                                                                         |      |
| Casa Francesc Ferret i Obrador                                            | 1919                        | Antoni Maria de Ferrater i Bofill                                               | Parellades 8-10             |                                                                         |      |
| Casa Francesc Ferret i Obrador                                            | 1919                        | Antoni Maria de Ferrater i Bofill                                               | Sant Francesc 1-3           |                                                                         |      |
| Casa Vilella                                                              | 1919                        | Joan Rubió i Bellver                                                            | passeig Marítim 21          |                                                                         |      |
| Casa Antoni Carreras                                                      | 1919                        | Lluís Pujolar (enginyer)                                                        | Francesc Gumà 19            |                                                                         |      |
| Casa Ballester                                                            | 1919 reforma 1950           | Juli Fossas                                                                     | Sant Bartomeu 6-12          |                                                                         |      |
| Casa Sardà                                                                | 1920                        |                                                                                 | Major 34                    |                                                                         |      |
| Casa Josep Planas i Robert                                                | 1920                        | Josep Maria Martino i Arroyo                                                    | Major 49                    |                                                                         |      |
| Casa Josep Sunyer (Villa Candelaria)                                      | 1920                        | Josep Maria Martino i Arroyo                                                    | passeig de la Ribera 45 bis |                                                                         |      |
| Casa Conrad Subirà                                                        | 1920                        | Bernat Pijoan                                                                   | Port Alegre 27              |                                                                         |      |
| Escorxador Municipal                                                      | 1920                        | Josep Maria Martino i Arroyo                                                    | Joan Maragall 36            |                                                                         |      |
| Casa Maria Montané                                                        | ca 1920                     | Benvingut Caballol i Moreu                                                      | Port Alegre 45              |                                                                         |      |
| Casa Rosario Sans Ferrer Vídua Amell                                      | 1921                        | "Marqués"                                                                       | passeig de la Ribera 28     |                                                                         |      |
| Casa Dolors Vidal d'Utrillo                                               | 1921                        | Josep Maria Martino i Arroyo Col·laboració de Miquel Utrillo                    | Sant Pau 3                  |                                                                         |      |
| Casa Antoni Canals i Porta (Casa Victòria)                                | 1921                        | Lluís Plana i Calvet                                                            | Jesús 51-53                 |                                                                         |      |
| Casa Agustí Mestre                                                        | 1922                        | Gaietà Cabañas i Marfà                                                          | Bonaire 34                  |                                                                         |      |
| Casa Agustí Mestre                                                        | 1922                        | Gaietà Cabañas i Marfà                                                          | Joan Tarrida 29             |                                                                         |      |
| Casa Joan Ferret                                                          | 1924                        | Josep Maria Martino i Arroyo                                                    | Francesc Gumà 16            |                                                                         |      |
| Casa Pere Coll i Bergadà                                                  | 1925                        | Josep Maria Martino i Arroyo                                                    | Francesc Gumà 15            |                                                                         |      |
| Societat Casino Prado Suburense                                           | 1925                        | Josep Maria Martino i Arroyo                                                    | Francesc Gumà 6-14          |                                                                         |      |
| Casa Emili Sacanella                                                      | 1925                        | Albert Carbó i Pompido                                                          | avinguda Sofia 26           |                                                                         |      |
| Casa Pere Montané i Capdet                                                | 1927                        | Josep Graner i Prat                                                             | passeig de Vilanova 49-51   |                                                                         |      |
| Casa Salomé Nicolau                                                       | 1928                        | Josep Maria Martino i Arroyo                                                    | Sant Francesc 16            |                                                                         |      |
| Casa Joaquim Duran i Barraquer                                            | 1929                        | Bernardí Martorell i Puig                                                       | Major 23                    |                                                                         |      |
| Casa Antoni Almirall                                                      | 1929                        | Josep Maria Martino i Arroyo                                                    | passeig de la Ribera 33     |                                                                         |      |
| Casa Antoni Ferratges i Tarrida                                           | 1928                        | Josep Maria Martino i Arroyo                                                    | Nostra Senyora del Vinyet 4 | Actualment és l'hotel Capri                                             |      |
| Casa Antoni Ferratges i Tarrida                                           | 1929                        | Josep Maria Martino i Arroyo                                                    | avinguda Sofia 23           |                                                                         |      |
| Casa J. Furment (Villa Aita-Etxea)                                        | 1930                        | Josep Maria Martino i Arroyo                                                    | avinguda Sofia 25           |                                                                         |      |
| Casa Antònia Borés (Villa Antonia)                                        | 1931                        | Josep Danés i Torras                                                            | avinguda Sofia 28           |                                                                         |      |
| Casa Enric Suñer                                                          | 1932                        | Lluís Colomer i Ballot                                                          | avinguda Sofia 27           |                                                                         |      |
| Casa Francesc Bartés i Marsal                                             | 1930-193                    | Josep Maria Martino i Arroyo                                                    | Illa de Cuba 2-4            |                                                                         |      |
| Casa Pau Benazet                                                          | 1934                        |                                                                                 | Sant Francesc 35            |                                                                         |      |
| Casa O. Baget de Folch i Torres                                           | 1935                        | Josep Maria Martino i Arroyo                                                    | Davallada 13                |                                                                         |      |
| Casa Terrés-Camaló Haase                                                  | 1941                        | Josep-Antoni Coderch de Sentmenat                                               | Passeig de la Ribera 37     |                                                                         |      |

### Barri de Terramar i el Vinyet
| Nom                                         | Data              | Arquitecte                            | Ubicació              | Notes                                                                     | Foto |
| ------------------------------------------- | ----------------- | ------------------------------------- | --------------------- | ------------------------------------------------------------------------- | ---- |
| Casa Francesc Armengol (Villa Florentina)   | 1919              | Josep Renom i Costa                   | passeig Marítim 35    |                                                                           |      |
| Casa Josep Freixa                           | entre 1919 i 1923 | Josep Maria Martino i Arroyo          | Passeig Marítim 69-70 |                                                                           |      |
| Torre Blanca                                | 1919              | Josep Maria Martino i Arroyo          | passeig Marítim 71    |                                                                           |      |
| Villa Capri                                 | ca 1920           | Josep Maria Martino i Arroyo          | passeig Marítim 73-74 |                                                                           |      |
| Villa Concepción                            | ca 1922           |                                       | passeig Marítim 58    |                                                                           |      |
| Casa Petit                                  | 1924              | Antoni Maria de Ferrater i Bofill     | passeig Marítim 49-51 | Actualment és l'hotel Subur Marítim                                       |      |
| Casa Sansalvador                            | ca 1923           | Josep Maria Martino i Arroyo          | passeig Marítim 61    |                                                                           |      |
| Casa Carlos Fradera                         | ca 1924           | Josep Maria Martino i Arroyo (atrib.) | passeig Marítim 57    |                                                                           |      |
| Casa Creyer                                 | 1925              | Josep Maria Martino i Arroyo (atrib)  | Balmes 16             |                                                                           |      |
| Casa Leonardo Ros                           | 1927              | Josep Maria Martino i Arroyo          | passeig Marítim 47    |                                                                           |      |
| Casa Corachán                               | ca 1927           | Josep Maria Martino i Arroyo          | passeig Marítim 54    |                                                                           |      |
| Casa Joan Duran i Gelabert                  | 1929              | Josep Maria Martino i Arroyo          | passeig Marítim 23-24 |                                                                           |      |
| Casa José-Emilio Ferrer Dalmau              | 1929              | Josep Maria Martino i Arroyo          | passeig Marítim 72    | Actualment acull el Centre d'Estudis del Mar de la Diputació de Barcelona |      |
| Casa Avel·lí Montenegro (Villa Teresita)    | ca 1930           |                                       | Roma 15               |                                                                           |      |
| Casa Avel·lí Montenegro                     | 1930              | Xavier Turull i Ventosa               | Roma 13               |                                                                           |      |
| Casa Mercè Serrat                           | 1930              | Josep Maria Martino i Arroyo          | passeig Marítim 78    |                                                                           |      |
| Casa Francesc Ferret i Obrador (Villa Rosa) | 1933-1934         | Josep Maria Martino i Arroyo          | passeig Marítim 14    |                                                                           |      |

### Altres nuclis de població (Garraf...)
| Nom                   | Data                                                                   | Arquitecte                               | Ubicació              | Notes               | Foto |
| --------------------- | ---------------------------------------------------------------------- | ---------------------------------------- | --------------------- | ------------------- | ---- |
| Ermita de la Trinitat | Documentada del segle xiv, considerablement modificada en el segle xix |                                          | P.N. del Garraf       | Descripció del 1900 |      |
| Capella de Campdàsens | 1853                                                                   |                                          | Campdàsens            |                     |      |
| Celler Güell          | ca 1890                                                                | Francesc Berenguer i Mestres (atribució) | Nucli antic de Garraf |                     |      |
| La Pleta              | 1894                                                                   | Francesc Berenguer i Mestres (atribució) | P.N. del Garraf       |                     |      |